# 柔道の大会
柔道の大会（じゅうどうのたいかい）では柔道競技大会について記述する。
世界大会については国際柔道連盟が主催している。国内の全国的大会は全日本柔道連盟または講道館が主催している。しかし、国内においても、学生の大会は全日本学生柔道連盟が、高校生や中学生については全国高等学校体育連盟や全国中学校体育連盟が主催している。

## 国際柔道連盟主催の大会
以下が五大大会
- オリンピック（夏季）
- 世界柔道選手権大会 （毎年）
- 世界ジュニア選手権 - 大会開催年の12月31日時点で15歳以上21歳未満。
- 世界カデ選手権 - 大会開催年の12月31日時点で15歳以上18歳未満。
- 世界柔道団体選手権大会

2009年からIJFワールド柔道ツアーが導入されたことにより、国際大会が下記のようにランク付けされた。
- ワールドマスターズ - 世界ランキング上位16名のみが出場できる大会だったが、2019年より上位36名に拡大された。
- グランドスラム - パリ、デュッセルドルフ、バクー、エカテリンブルク、ブラジリア、アブダビ、東京（以前の嘉納杯）の7大会。
- グランプリ - 世界各地で約10大会。
- コンチネンタルオープン - 世界各地で20大会前後。
- コモンウェルスゲームズ - イギリス連邦の国々が参加。2026年実施予定
- FISUワールドユニバーシティゲームズ - 大学生による世界大会、団体戦と無差別を含む全階級が行われる。
- 日本ベテランズ国際柔道大会 - 30歳以上を対象に7種の形競技（男女混合・無差別）と年齢別・体重別乱取り試合を行う。

## 一般向け大会
- 全日本柔道選手権大会（男子）、皇后盃全日本女子柔道選手権大会（女子） - 男子100kg超級、女子78kg超級　、男女無差別におけるオリンピック、世界柔道選手権の最終選考大会だったが、2020年以降は対象外となった。
- 全日本選抜柔道体重別選手権大会（男女） - 体重別のオリンピック、世界柔道選手権の最終選考大会。
- 嘉納治五郎杯東京国際柔道大会（男女） - 日本において行われる国際大会、2009年からはグランドスラム・東京に引き継がれた。
- 講道館杯全日本柔道体重別選手権大会（男女）
- 国民体育大会 - 成年男女・少年男女（18歳以下）の4種別による都道府県対抗の団体戦（男子は5人編成・女子は3人編成の体重別点取り試合）。
- 全日本実業柔道団体対抗大会
- 全日本実業柔道個人選手権大会
- 全国青年大会 - 男子の団体戦と体重別個人戦（73kg級・90kg級・無差別級）、女子部門なし。
- 全日本ジュニア柔道体重別選手権大会 - 大会開催年の12月31日時点で15歳以上21歳未満。

## 学生、高校生、中学生の大会
大学生
- 全日本学生柔道優勝大会
- 全日本学生柔道体重別団体優勝大会
- 全日本学生柔道体重別選手権大会

高校生
- 全国高等学校柔道大会（インターハイ） - 男女学校別の団体戦および各体重別の個人戦（階級は成人と同じ）。
- 全国高等学校柔道選手権大会（全国高等学校選抜大会）
- 金鷲旗高校柔道大会 - 男女学校別の団体戦。福岡市で開催。

中学生
- 全国中学校柔道大会 - 男女学校別の団体戦、各体重別の個人戦。
  - （階級は男子55,60,66,73,81,90kg,90kg超,女子44,48,52,57,63,70kg,70kg超）
- 近代柔道杯全国中学生柔道大会 - 学校別の団体戦。
  - （オープン、女子（オープン大会に女子も参加可能、ただし二重参加は認められない））
  - （オープン　先鋒・次鋒＝66kg以下、中堅＝81kg以下、副将・大将＝体重無差別）
  - （女子　先鋒・次鋒＝52kg以下、中堅＝63kg以下、副将・大将＝体重無差別）
- マルちゃん杯全日本少年柔道大会 - 小学生及び男女中学生による団体戦
- 全日本カデ柔道体重別選手権大会 - 大会開催年の12月31日時点で15歳以上18歳未満の選手による大会。
  - （階級は男子55,60,66,73,81,90kg,90kg超,女子44,48,52,57,63,70kg,70kg超）

## 小学生の大会
- 全国少年柔道大会
- 全日本少年少女武道錬成大会

## かつて行われていた大会
- 全日本学生柔道選手権大会（1940年 - 1998年）
- 福岡国際女子柔道選手権大会（1983年 - 2006年。嘉納杯に統合）
- 正力松太郎杯国際学生柔道大会（1983年 - 1998年）
- 都道府県対抗全日本女子柔道大会（1985年 - 2009年）
- 国際高校柔道選手権大会（1985年 - 1992年）
- 全国小学生学年別柔道大会（2004年 - 2019年）

## 日本以外の国の大会
- フランス国際柔道大会
- ドイツ国際柔道大会
- グルジア国際柔道大会
- オーストリア国際柔道大会
- チェコ国際柔道大会
- ベルギー国際柔道大会
- ハンガリー国際柔道大会
- ブルガリア国際柔道大会

このような欧州の国際大会は毎年1〜3月に開催されて、各階級の日本の有力選手が派遣されていたが、2009年からIJFグランプリシリーズの導入によって、各大会がグランドスラム、グランプリ、コンチネンタルオープンとそれぞれ格付けされることになり、大会名称も変更されることとなった。なおこれらの大会は、その年のオリンピック、世界柔道選手権大会の選考の参考となり、これらの大会の結果次第では最終選考の全日本選抜柔道体重別選手権大会や全日本柔道選手権大会で優勝しても代表に選ばれないこともある。